# Nepitia
Nepitia là một chi bướm đêm thuộc họ Geometridae.